# Musée naval d'Istanbul
Le musée naval d'Istanbul (en turc : İstanbul Deniz Müzesi) est un musée maritime national, situé à Beşiktaş, une municipalité d'Istanbul en Turquie. Il a été créé en 1897 par le ministre ottoman de la Marine Bozcaadalı Hasan Hüsnü Pasha (en).

## Description
Le musée contient une importante collection d'objets militaires appartenant à la Marine ottomane. Dans le domaine maritime, c'est le plus grand musée de Turquie, avec une grande variété de collections. Environ 20.000 pièces sont présentes dans sa collection. Le musée contient également la galère Tarihi Kadırga (en), utilisée sous le règne du sultan Mehmed IV.
Étant relié au commandement de la Marine turque actuelle, c'est aussi le premier musée militaire du pays.
Un nouveau bâtiment d'exposition a été construit. La construction a duré cinq ans et le bâtiment a été rouvert le 4 octobre 2013. Il a deux étages en plus d'un sous-sol, le tout couvrant 20,000 m2.
Le sous-sol se compose de divers objets tels que des figures de proue, des ornements de navires de guerre, des modèles de navires et des pièces de la chaîne byzantine utilisée pour bloquer l'entrée des navires ennemis dans la Corne d'Or. Aux premier et deuxième étages, un grand nombre de casques impériaux et autres sont exposés.
De nombreux objets d'exposition ont subi des travaux spéciaux de restauration et de conservation en raison de la déformation des matières premières causée par la chaleur, la lumière, l'humidité, les conditions atmosphériques, le vandalisme et d'autres facteurs.
Le musée est situé sur Hayrettin İskelesi Sokak, près de l'embarcadère du ferry pour la ligne Kadıköy. Le musée est ouvert tous les jours de 9h00 à 17h00 sauf le lundi, le jour de l'an et le premier jour des fêtes religieuses.

## Galerie

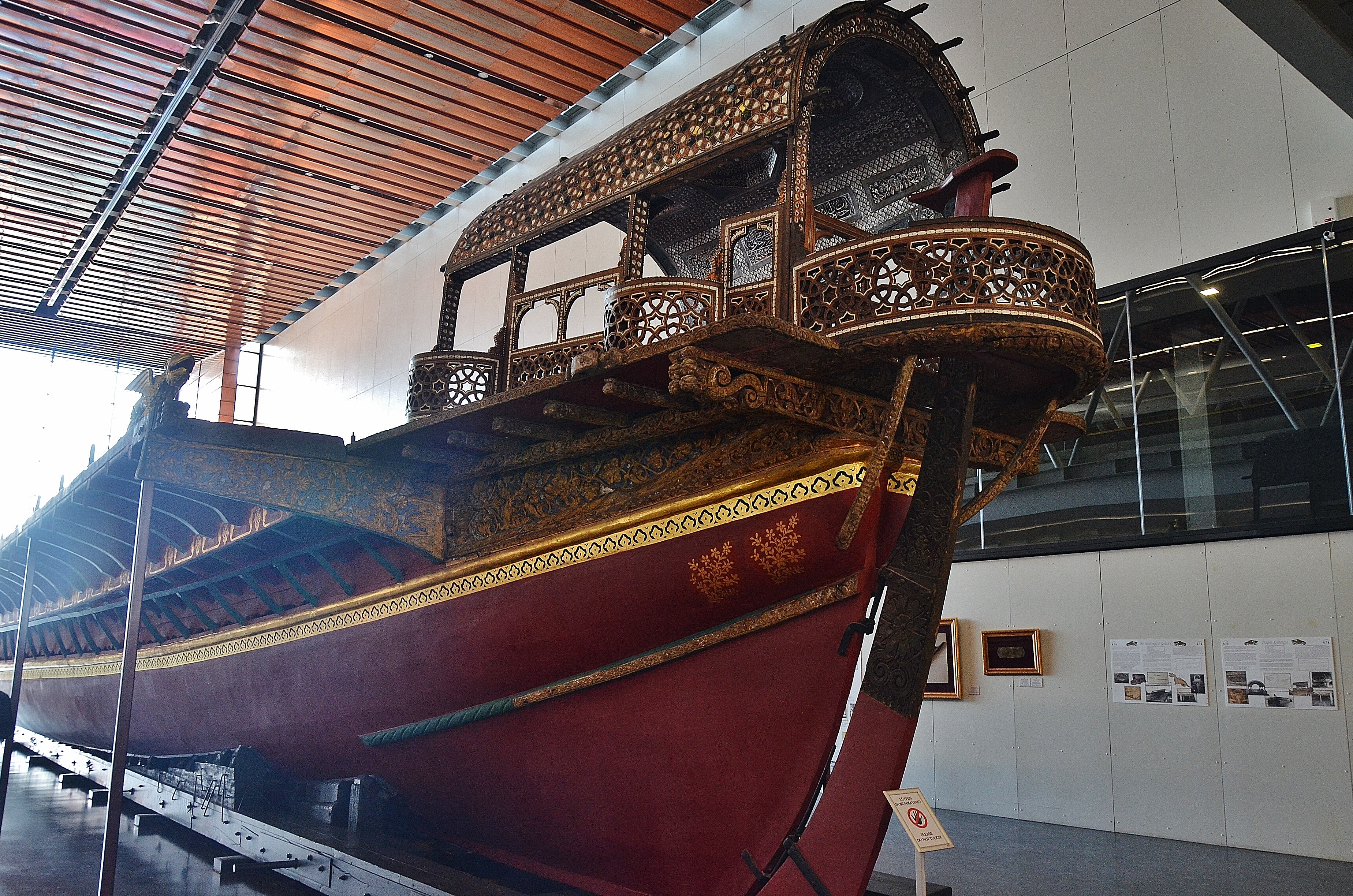
Galère
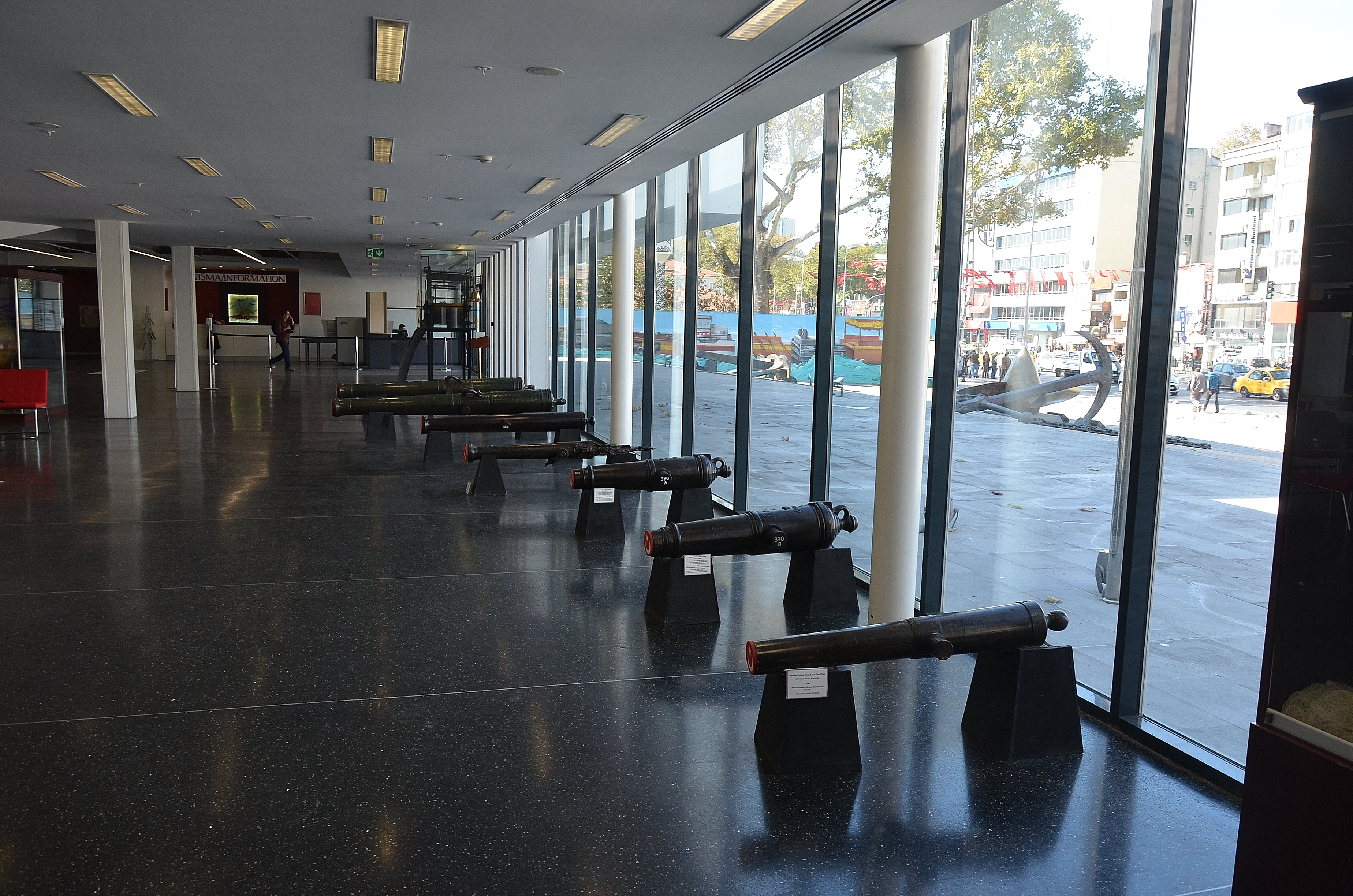
Galerie des
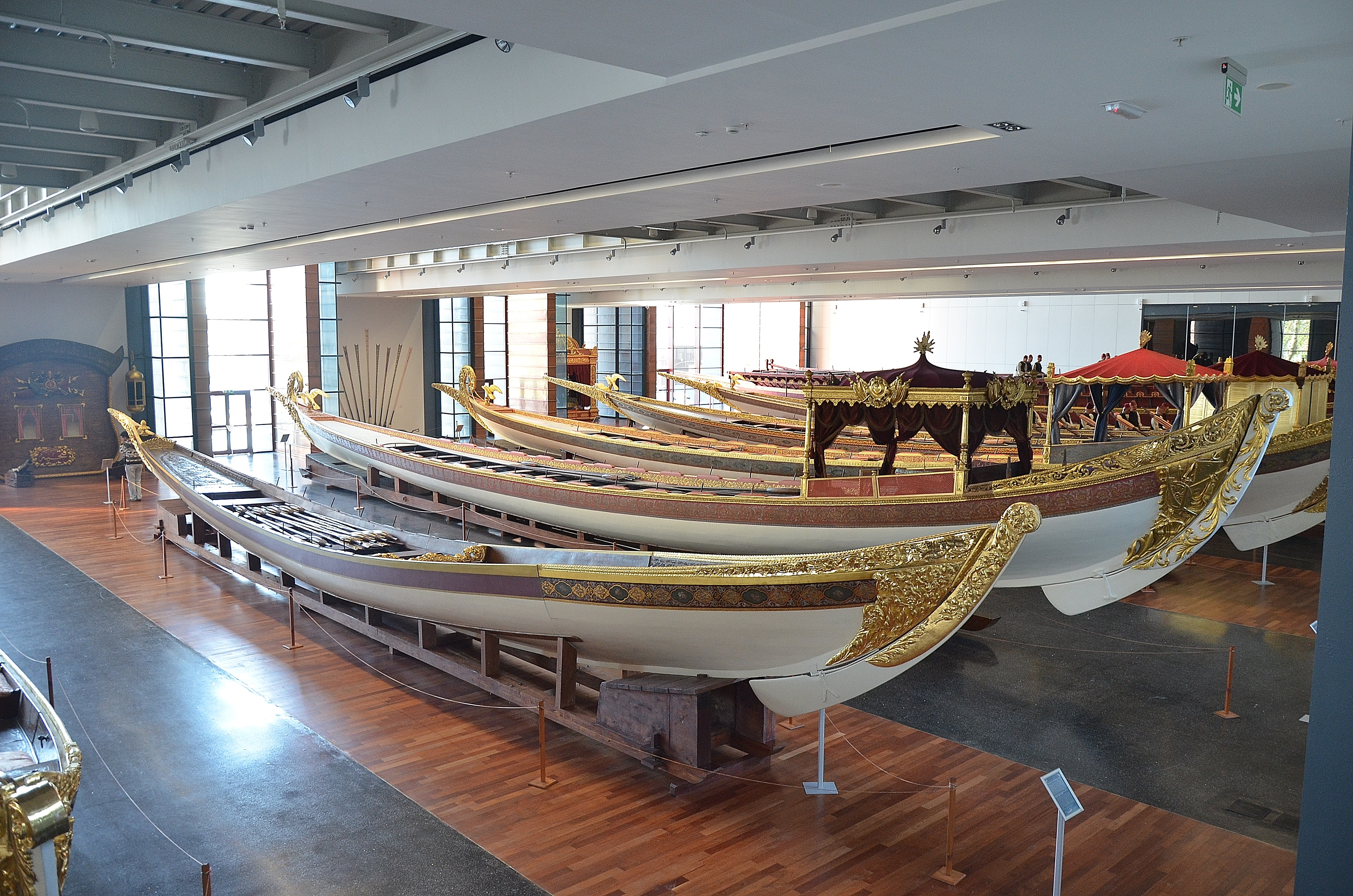
Caîques impériales
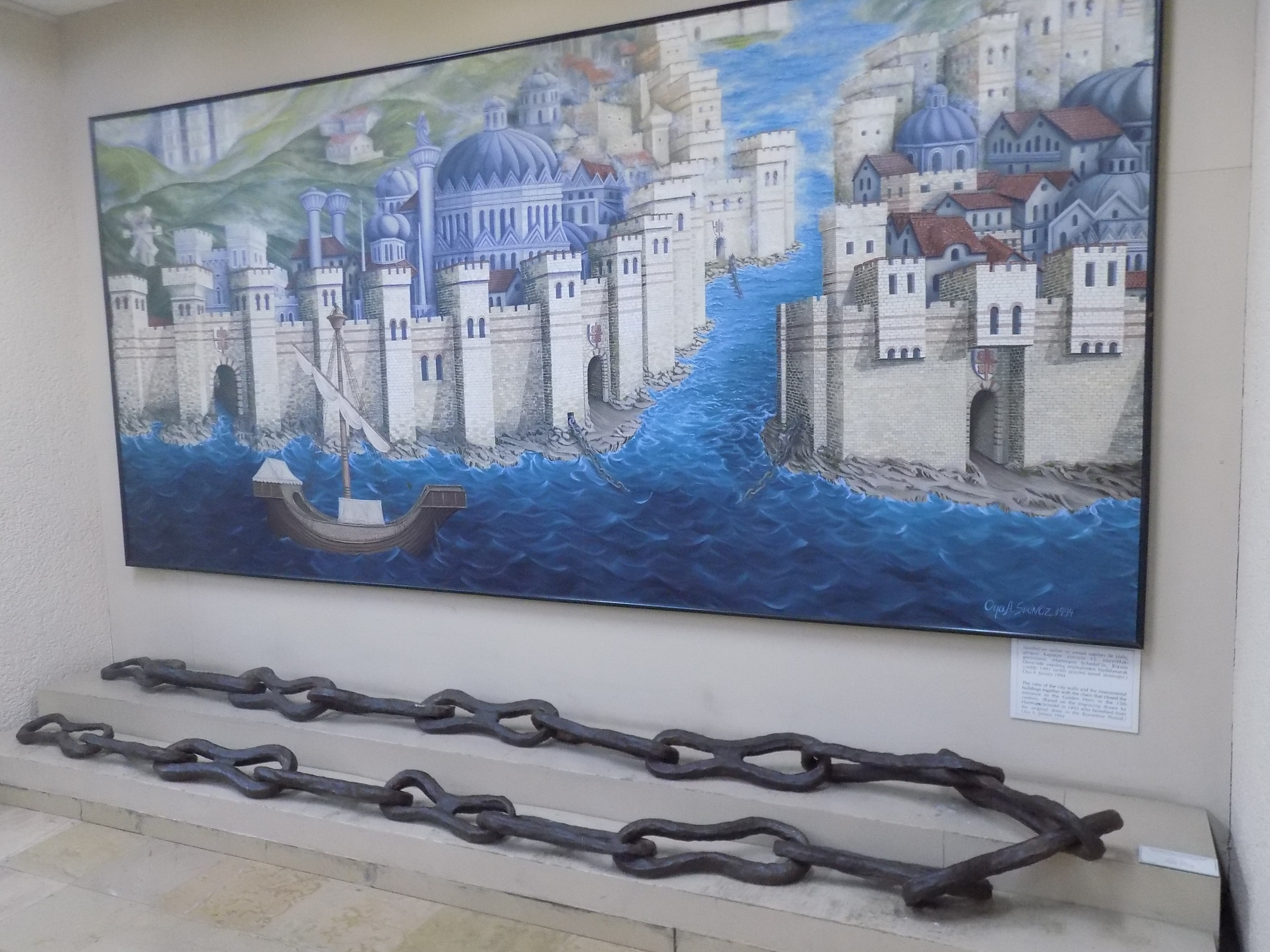
Chaîne byzantine
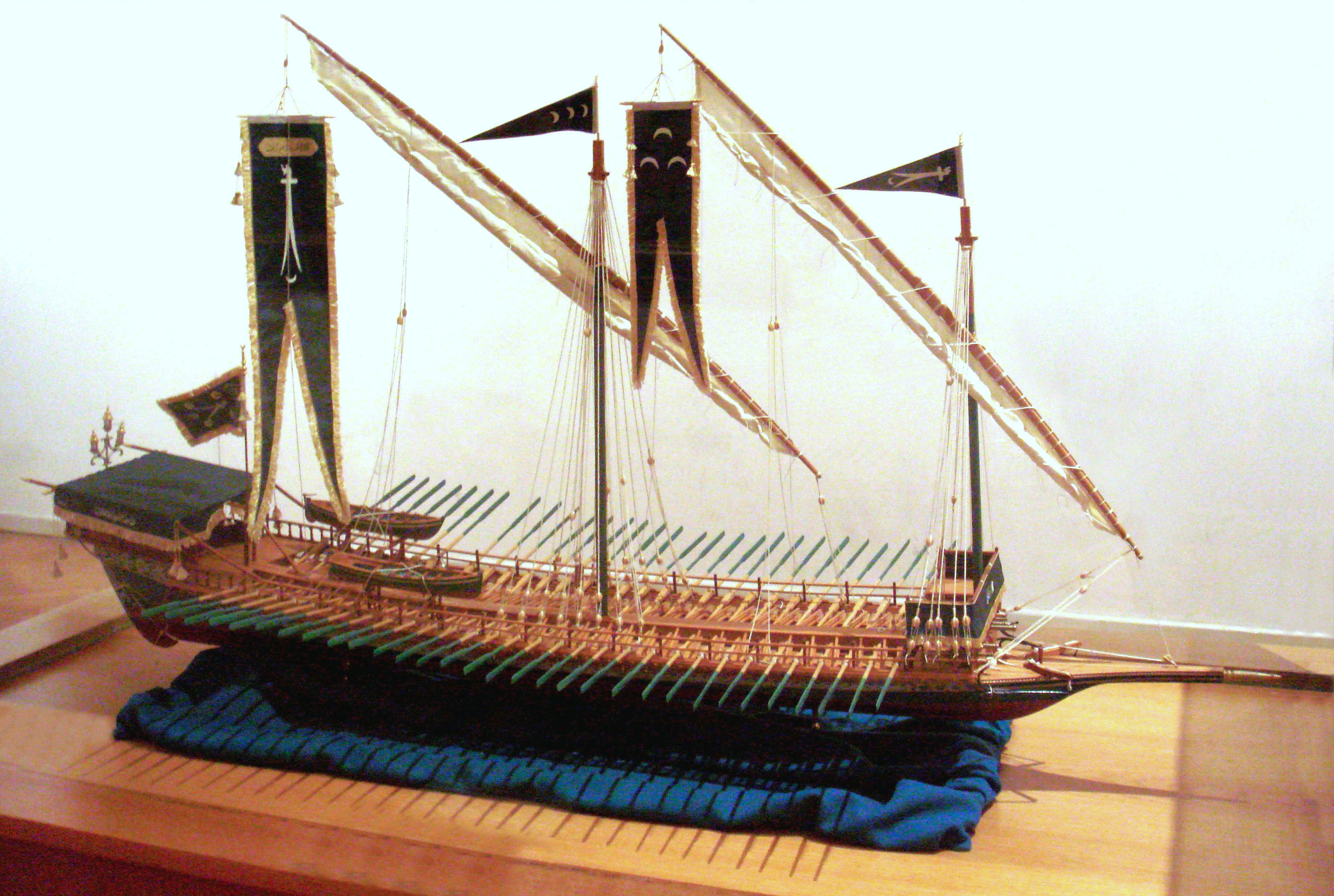
Modèle réduit
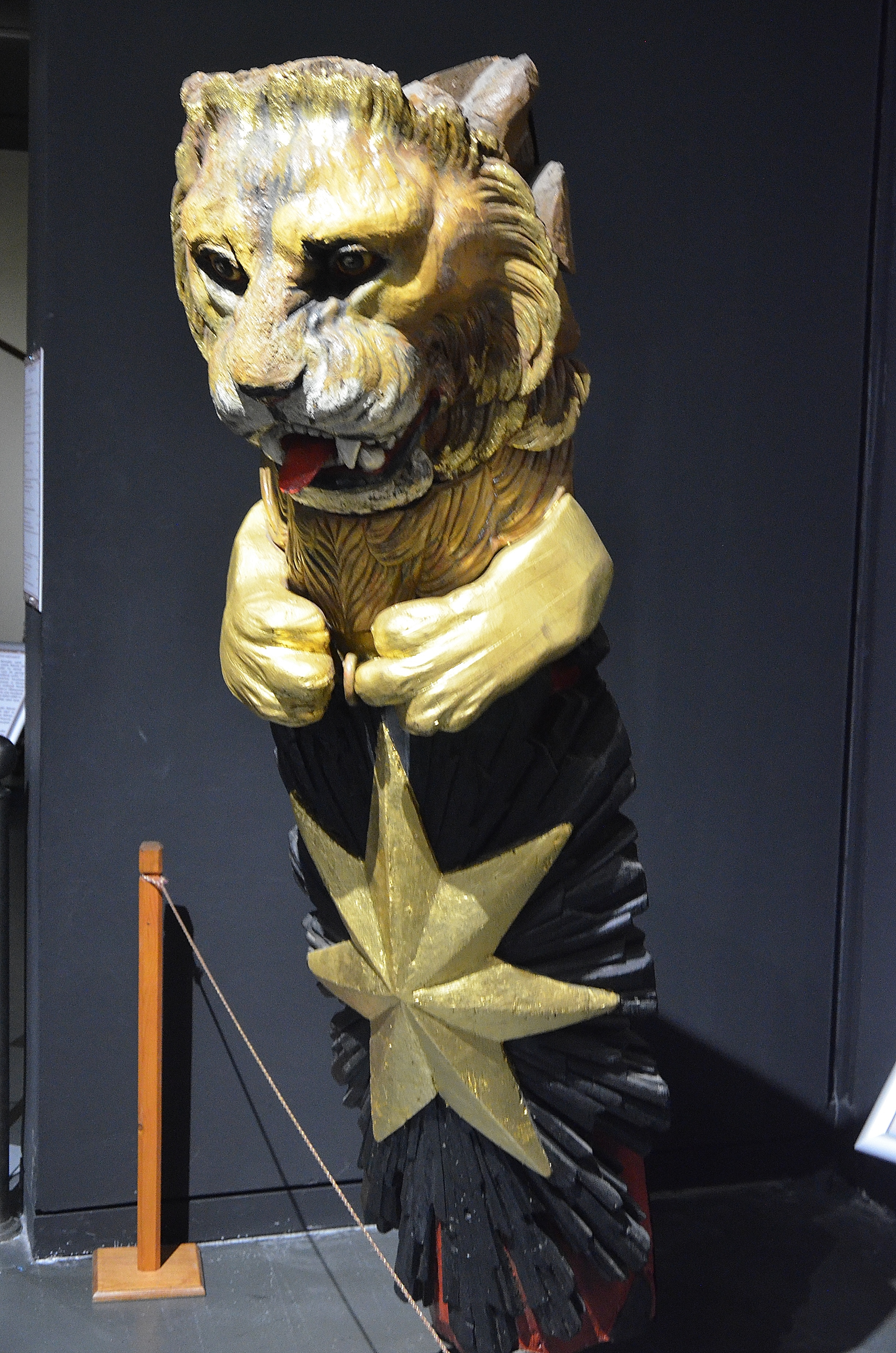
Figure de proue